# Гирка, Игорь Александрович
Игорь Александрович Ги́рка (род. 1962) — украинский физик, специалист по физике плазмы, член-корреспондент НАНУ (с 2018), декан физико-технического факультета Харьковского национального университета (с 2005). Лауреат премии НАНУ им. К. Д. Синельникова (2010). Занимается физикой плазмы и управляемого термоядерного синтеза, а также плазменной электроникой. На физико-техническом факультете читает на первом курсе лекции по механике и молекулярной физике.

## Биография

### Ранние годы
Игорь Гирка родился 29 апреля 1962 года в городе Харьков УССР. Он на 5 лет младше своего брата Владимира, который тоже стал известным физиком. Их родители, Галина Алексеевна Гирка (Нечугуенко) (1933—1986) и Александр Алексеевич Гирка (1932—1978) родились в Губаревке Богодуховского района Харьковской области. Они жили в Пятихатках, на границе Харькова, и работали в расположенном там же Харьковском физико-техническом институте. Прадеды Игоря Гирки, по его воспоминаниям, были казаками Ахтырского гусарского полка.
В 1969 году Игорь поступил в 1-А класса школы № 62 в Пятихатках. Класс был специализированным, с углублённым изучением английского языка и преподаванием нескольких предметов на английском. Игорь был секретарём комсомольской организации школы, побеждал в областных олимпиадах по математике и английскому языку. В 1979 году окончил школу с золотой медалью.
В 1979 году Игорь Гирка стал студентом физико-технического факультета Харьковского университета. Учился на отлично, в 1983—1985 году получал Ленинскую стипендию. На третьем курсе прошла специализация по кафедрам, и Гирка выбрал кафедру теоретической ядерной физики. На четвёртом курсе выполнил курсовую работу «Сегрегация сплавов под облучением» под руководством Леонида Николаевича Давыдова. На пятом курсе научным руководителем Игоря стал Константин Николаевич Степанов, известный специалист по физике плазмы. Под его руководством в 1985 году Гирка защитил дипломную работу «Возбуждение быстрых магнитозвукових волн в токамаках больших размеров» и получил диплом об окончании университета с отличием по специальности «Теоретическая ядерная физика».

### Начало научной деятельности
После окончания университета Игорь Гирка занял должность заместителя секретаря комитета комсомола университета. В 1986 году Гирка женился, а в 1987 у него родился сын Алексей. С 1986 года начал работать по совместительству на физико-техническом факультете ассистентом кафедры общей и прикладной физики, где в то время уже работал его брат Владимир Гирка. В 1986—1988 годах  сдал кандидатские экзамены. В эти годы он продолжал работать в области физики плазмы и управляемого термоядерного синтеза под руководством Константина Степанова и одновременно занимался плазменной электроникой под руководством Владимира Гирки. В 1988 году вышла первая научная статья Игоря в советском журнале «Радиотехника и электроника». В 1989 году он перешёл с должности секретаря университетсткого комитета комсомола на работу ассистентом кафедры общей и прикладной физики на полную ставку, а осенью того же года поступил в аспирантуру. Учась в аспирантуре, в 1989—1991 годах получал Ленинскую стипендию. В декабре 1991 года защитил кандидатскую диссертацию «Распространение и возбуждение низкочастотных электромагнитных волн в плазменных волноводах» под научным руководством Константина Степанова. В диссертацию вошли результаты, опубликованные в четырёх статьях по физике плазмы в соавторстве со Степановым и в семи статьях по плазменной электроникке.
В январе 1992 года Гирка начал работать научным сотрудником научно-исследовательской части физико-технического факультета под научным руководством декана факультета Владимира Лапшина. Летом 1992 года он стал заместителем декана по воспитательной работе и продолжал занимать эту должность до 2002 года. В 1993 году занял должность доцента кафедры общей и прикладной физики, и с тех пор читает первокурсникам физико-технического факультета лекции по общей физике: механику в первом семестре и молекулярную физику во втором. В 1993 году получил Соросовский грант. С 1994 по 1996 год под руководством Степанова Гирка работал в проекте «Исследование механизмов нагрева плазмы электромагнитными полями и явлений плазмохимии». По его собственным словам, именно заработок в этом новом проекте позволил ему не бросить науку, как это вынуждены были сделать в те годы многие другие учёные. В 1995 году Гирка получил научное звание «старший научный сотрудник» по специальности «Физика плазмы».
С конца 1996 года по 1999 год был заведующим кафедрой общей и прикладной физики. В октябре 1996 года посетил Институт физики плазмы Общества Макса Планка в городе Гархинг, что стало началом длительного сотрудничества. В 1997—1999, 2002—2005 и 2006—2009 годах Гирка работал над совместными немецко-украинским проектами по физике плазмы, участником которых был Институт Макса Планка. В 2002 году Гирка получил научное звание доцента. В 2002—2005 годах он занимал должность проректора университета по воспитательной работе.
В 2004 году Гирка защитил докторскую диссертацию «Распространение, конверсия и поглощение объёмных и поверхностных электромагнитных волн в плазме с неодномерной неоднородностью». Научным консультантом был Владимир Лапшин, назначенный по совету Константина Степанова.

### На посту декана
В конце лета 2005 года Гирка ушёл с должности проректора университета и был избран деканом физико-технического факультета. В начале 2006 года он также был назначен директором Института высоких технологий, в который входили три факультета, физико-технический, физико-энергетический и факультет компьютерных наук.
2006 Гирка снова стал заведующим кафедрой общей и прикладной физики. Он занимал эту должность до 2012 года, когда кафедра была объединена с кафедрой физики плазмы. С тех пор он занимает должность заведующего объединённой кафедрой прикладной физики и физики плазмы.
С 2009 года Гирка посещает конференции МАГАТЭ в качестве эксперта этой организации.
В мае 2010 года Игорь Гирка вместе с Николаем Азаренковым и Виктором Воеводиным был награждён Премией НАНУ им. К. Д. Синельникова за цикл работ «Взаимодействие излучения и потоков частиц с материалами в энергетических установках».

## Публикации

### Учебники
- Збірник задач із загальної фізики: електрика і магнетизм / Т. І. Войценя, І. О. Гірка. — Харків : ХНУ ім. В. Н. Каразіна, 2009. — 118 с.
- Лекції з курсу фізики «Механіка та молекулярна фізика» для студентів природничих факультетів / В. О. Гірка, І. О. Гірка. — Харків : ХНУ ім. В. Н. Каразіна, 2010. — 296 с.
- Розсіяння релятивістських електронів ядрами / В. Д. Афанасьєв, І. О. Гірка. — Харків : ХНУ ім. В. Н. Каразіна, 2011. — 240 с.
- Проходження іонізуючих випромінювань крізь речовину / Є. С. Шматко, І. О. Гірка, В. М. Карташов. − Харків : ХНУ ім. В. Н. Каразіна, 2011. − 129 с.
- Surface Flute Waves in Plasmas. Theory and Applications / V. Girka, I. Girka, M. Thumm. — Springer, 2014. — 163 p.

### Монографии
- Теорія азимутальних поверхневих хвиль / В. О. Гірка, І. О. Гірка. — Харків : ХНУ ім. В. Н. Каразіна, 2011. — 234 с.
- Тонка структура локального альфвеніського резонансу в періодично неоднорідній плазмі термоядерних пасток / Гірка І. О. — Харків : ХНУ імені В. Н. Каразіна, 2012. — 182 с.

### Статьи
- Electron surface cyclotron waves іn the metallіc waveguіde structures wіth two-component fіllіng Архивная копия от 3 августа 2016 на Wayback Machine / V. O. Girka, I. O. Girka, A. M. Kondratenko, І. V. Pavlenko // Contributions to Plasma Physics. — 1996. — Vol. 36, Num. 6. — Р. 679—686.
- HF surface cyclotron waves іn planar waveguіdes wіth non-unіform plasma fіllіng Архивная копия от 13 августа 2016 на Wayback Machine / V. O. Girka, I. O. Girka, І. V. Pavlenko // Journal of Plasma Physics. — 1997. — Vol. 58, part 1. — Р.31-39.
- Resonant influence of steady magnetic field ripples on the structure of the local Alfven resonance Архивная копия от 3 августа 2016 на Wayback Machine / I. O. Girka // Contributions to Plasma Physics. — 2001. — Vol. 41, Num. 1. — Р. 33-44.
- Electrodynamіc model of the gas discharge sustained by azіmuthal surface waves Архивная копия от 3 августа 2016 на Wayback Machine / V. O. Girka, I. O. Girka, І. V. Pavlenko // Contributions to Plasma Physics. — 2001. — Vol. 41, Num. 4. — P. 393—406.
- Helicity resonant influence on the local Alfven resonance structure in straight stellarators / I. O. Girka, V. I. Lapshin // Journal of Plasma Physics. — 2002. — Vol. 68, No. 4. — Р. 257—265.
- Fine structure of the local Alfven resonances in cold plasma placed in bumpy magnetic field Архивная копия от 3 августа 2016 на Wayback Machine / I. O. Girka // Contributions to Plasma Physics. — 2002. — Vol. 42, Р. 476—497.
- Asymmetric long-wavelength surface modes in magnetized plasma waveguides entirely filled with plasma Архивная копия от 2 июня 2018 на Wayback Machine / V. O. Girka, I. O. Girka // Plasma Physics Reports. — 2002. — Vol. 28, Num. 11. — Р. 916—924.
- Resonant influence of helicity on Alfven heating of plasma in stellarators / I. O. Girka, V. I. Lapshin, R. Schneider // Plasma Physics And Controlled Fusion. — 2003. — Vol. 45. — Р. 121—132.
- Enhanced ICRF (ion cyclotron range of frequencies) mode conversion efficiency in plasmas with two mode conversion layers / Ye. O. Kazakov, I. V. Pavlenko, В. Weyssow, D. Van Eester, I. O. Girka // Plasma Physics And Controlled Fusion. — 2010. — Vol. 52, Num. 11. — P. 115006(1)-115006(20).
- Theory of azimuthal surface waves propagating in nonuniform waveguides Архивная копия от 13 августа 2016 на Wayback Machine / V. O. Girka, I. O. Girka, A. V. Girka, I. V. Pavlenko // Journal of Plasma Physics. — 2011. — Vol. 77, part 4. — Р. 493—519.
- Coupled azimuthal modes propagating in current-carrying plasma waveguides Архивная копия от 13 августа 2016 на Wayback Machine / V. O. Girka, I. O. Girka, I. V. Pavlenko, O. I. Girka, A. V. Girka // Journal of Plasma Physics. — 2012. — Vol. 78, part 2. — 123.

## Награды и звания
- Ленинская стипендия (1983—1985, 1989—1991)
- Индивидуальный Соросовский грант (1993)
- Знак Министерства образования и науки Украины «Отличник образования Украины» (2005)
- Премия НАН Украины им. К. Д. Синельникова (2010)
- Победитель областного конкурса «Высшая школа Харьковщины — лучшие имена» в номинации «декан факультета» (2010)[1]
- Заслуженный деятель науки и техники Украины (2020)[4]